# زایرا واسیم
زایرا واسیم یا زائره وسیم (انگلیسی: Zaira Wasim؛ زادهٔ ۲۳ اکتبر ۲۰۰۰) بازیگر سابق هندی است که در فیلم‌های هندی فعالیت داشت. او به افتخارات متعددی از جمله جایزه فیلم‌فیر و جایزه ملی فیلم دست یافت، واسیم در سال ۲۰۱۷ مفتخر به دریافت جایزه ملی نخست‌وزیر برای خردسالان گردید.

## فیلم‌شناسی
| سال  | نام فیلم        | نقش         | نکات     |
| ---- | --------------- | ----------- | -------- |
| ۲۰۱۶ | دنگل            | گیتا کوماری | فیلم اول |
| ۲۰۱۷ | فوق‌ستاره مخفی   | اینسیا      |          |
| ۲۰۱۹ | آسمان صورتی است | آیشا چودری  | فیلم آخر |